# 2020 în România
2018 - 2019 - 2020 - 2021 - 2022
2020 (MMXX) în România a însemnat o serie de noi evenimente notabile.

## Evenimente

#### 25 februarie
- Ludovic Orban și-a depus mandatul de prim-ministru desemnat.

#### 26 februarie
- A fost confirmată pandemia de coronaviroză (COVID-19) în România.[1]

#### 9 martie
- Premierul Ludovic Orban anunță că toate școlile din România vor fi închise în perioada 11-22 martie, cu posibilitatea de prelungire a măsurii.

#### 14 martie
- Reunit într-o sesiune extraordinară, Parlamentul a învestit guvernul Orban 2 cu 286 de voturi „pentru”, 23 de voturi „împotrivă” și o abținere.[2]
- România a depășit pragul de 100 de persoane infectate cu coronavirus și intră în scenariul al treilea din lupta împotriva coronavirusului  (101-2000 cazuri). Printre măsuri se numără restricționarea adunărilor publice cu mai mult de 50 de persoane, spitalele de boli infecțioase nu vor mai trata decât pentru Covid-19, vor fi aduși medici suplimentari, noi restricții în ceea ce privește circulația, etc.[3][4]
- Președintele Klaus Iohannis anunță că România va intra în stare de urgență începând de luni, 16 martie.[5]

#### 16 martie
- A fost decretată  stare de urgență pe teritoriul României în plină epidemie de coronavirus COVID-19.[6]

#### 22 martie
- România raportează primele două decese de COVID-19 și 433 de persoane infectate.

#### 24 martie
- Președintele Klaus Iohannis anunță introducerea carantinei totale în România începând cu 25 martie. Practic ieșirea din casă va fi permisă doar pentru a merge la serviciu sau pentru cumpărături de alimente.

#### 30 martie
- Ca urmare a faptului că din cele 2.109 cazuri confirmate cu coronavirus în România, 593 sunt în Suceava, autoritățile decid ca municipiul Suceava și opt comune limitrofe să intre în carantină totală, toate căile de acces în localități urmând să fie securizate de Armată și Poliție.

#### 4 aprilie
- Prin ordonanța militară nr. 7 se instituie carantina pentru localitatea Țăndărei din județul Ialomița.

#### 9 aprilie
- Prin ordonanța militară nr. 8 România suspendă, pe perioada stării de urgență, exportul mai multor produse agroalimentare precum grâu, porumb, orez sau zahăr.

#### 22 iulie
- Pandemie COVID-19: România a depășit pentru prima oară pragul de 1000 de cazuri pe zi.[7]

#### 27 septembrie
- Alegeri locale în România.

#### 14 noiembrie
- 10 pacienți cu Covid-19 au murit, iar alți 4 au fost răniți, inclusiv doi medici, în urma unui incendiu provocat în secția ATI COVID-19 la Spitalul Județean din Piatra Neamț.

#### 6 decembrie
- Alegeri parlamentare în România. Pentru Senat s-au înregistrat 5.908.364 de voturi, PSD obținând un scor de 29,32%, PNL 25,58%, alianța USR-PLUS 15,86%, AUR 9,17% și UDMR 5,89%. Pentru Camera Deputaților s-au înregistrat 5.901.959 de voturi, PSD obținând 28,90%, PNL 25,18%, alianța USR-PLUS 15,37%, AUR 9,08% și UDMR 5,74%.

#### 10 decembrie
- Autoritățile anunță că Bucureștiul va găzdui Centrul Cyber al Uniunii Europene, prima structură a Uniunii Europene de pe teritoriul României. Obiectivul acestui Centru european de competențe industriale, tehnologice și de cercetare în domeniul securității cibernetice (ECCC), care va coopera cu huburi specializate naționale, va fi să centralizeze ecosistemul de securitate tehnologică și industrială al statelor membre. Bucureștiul a fost ales în urma unui vot, dintr-o listă de șapte orașe pe care se mai aflau Bruxelles, München, Varșovia, Vilnius, Luxemburg și León.[8]

#### 17 decembrie
- Înalta Curte de Casație și Justiție (ÎCCJ) l-a condamnat definitiv pe Paul Philippe al României la 3 ani și 4 luni de închisoare cu executare în dosarul Ferma Regală Băneasa.

#### 23 decembrie
- Florin Cîțu a fost învestit în funcția de prim-ministru al României.

## Decese

### Ianuarie
- 1 ianuarie: Patricia Grigoriu, 57 ani, actriță română de teatru și film (n. 1962)
- 6 ianuarie: Sergiu Cipariu, 70 ani, taragotist român de muzică populară (n. 1949)
- 14 ianuarie: Vasile Cândea, 87 ani, medic și general de armată român (n. 1932)
- 18 ianuarie: Dan Andrei Aldea, 69 ani, cântăreț, multi-instrumentist și compozitor român, lider al trupei Sfinx (n. 1950)
- 21 ianuarie: Alexandru Nichici, 84 ani, inginer român (n. 1935)
- 22 ianuarie: Constantin Gruescu, 95 ani, mineralog român (n. 1924)
- 26 ianuarie: Ionel Iacob-Bencei, 79 ani, poet român (n. 1940)
- 30 ianuarie: Marin Diaconescu, 76 ani, politician român (n. 1943)

### Februarie
- 1 februarie: Ilie Bărbulescu, 62 ani, fotbalist român (n. 1957)
- 3 februarie: Aurel Șelaru, 84 ani, ciclist român (n. 1935)
- 13 februarie: Marin Dragnea, 96 ani, general de armată român (n. 1923)
- 14 februarie: Decebal Traian Remeș, 70 ani, politician român (n. 1949)
- 26 februarie: George Anca, 75 ani, scriitor român (n. 1944)

### Martie
- 11 martie: Lucian Bolcaș, 77 ani, politician român (n. 1942)
- 13 martie: Dan „Miki” Alexandrescu, 68 ani, jurnalist și comentator sportiv român, specializat în Formula 1 (n. 1951)
- 13 martie: Carmen Galin (Eugenia-Carmen Galin), 73 ani, actriță română de teatru și film (n. 1946)
- 14 martie: Ion Traian Ștefănescu, 78 ani, comunist român (n. 1942)
- 22 martie: Ciprian Foiaș, 86 ani, matematician american de origine română (n. 1933)
- 22 martie: Vintilă Mihăilescu, 68 ani, autor, publicist, psihosociolog și antropolog cultural român (n. 1951)
- 22 martie: Vasile Ouatu, 70, politician și om de afaceri român (n. 1949)
- 26 martie: Constantin Drăgănescu, 83 ani, actor român (n. 1936)
- 28 martie: Ștefan Sileanu, 80 ani, actor și pictor român (n. 1939)
- 30 martie: Martin Tudor, 43 ani, fotbalist și antrenor român (n. 1976)

### Aprilie
- 12 aprilie: Adrian Lucaci, 53 ani, fotbalist român (n. 1966)
- 18 aprilie: Alexandru Boboc, 90 ani, filosof român (n. 1930)
- 21 aprilie: Nelu Bălășoiu, 71 ani, cântăreț român de muzică populară (n. 1948)
- 24 aprilie: Mircea Mureșan (n. Mircea Nicolae-Ioan Mureșian), 91 ani, regizor român de film (n. 1928)
- 25 aprilie: Mihai Dimitrie Sturdza, 86 ani, istoric și diplomat român (n. 1934)
- 26 aprilie: Eugeniu Barău, 73 ani, pictor român (n. 1946)[9]
- 26 aprilie: Clara Mărgineanu, 47 ani, jurnalistă, realizatoare de filme documentare și emisiuni culturale și scriitoare română (n. 1972)
- 29 aprilie: Romulus Cristea, 52 ani, jurnalist și revoluționar român (n. 1967)

### Mai
- 6 mai: Adrian Gagea, 78 ani, atlet specializat în aruncarea greutății, profesor universitar și cercetător român (n. 1941)
- 9 mai: Traian Tandin, 75 ani, criminalist și scriitor român de romane polițiste (n. 1945)
- 10 mai: Maria Ana Morariu, 108 ani, centenară română, cea mai vârstincă femeie din țară la momentul decesului (n. 1912)
- 10 mai: Ion Ceaușescu, 88 ani, inginer agronom român, fratele mai mic al lui Nicolae Ceaușescu (n. 1932)
- 13 mai: Dumitru Carabăț, 87 ani, teoretician de film, autor de literatură de specialitate și scenarist român (n. 1932)
- 20 mai: Aurel Sîntimbrean, 89 ani, inginer geolog român (n. 1931)
- 20 mai: Pimen Zainea, 90 ani, arhiepiscop al Sucevei și Rădăuților (n. 1929)

### Iunie
- 1 iunie: Vladimir Zamfirescu, 84 ani, pictor și desenator român (n. 1936)
- 5 iunie: Viorel Comănici, 79 ani, actor român de teatru și film (n. 1941)
- 8 iunie: Costin Mărculescu, 50 ani, actor și cântăreț român (n. 1969)
- 9 iunie: Gigi Marga, 91 ani, cântăreață română de muzică ușoară (n. 1929)
- 14 iunie: Constantin Răuță, 79 ani, om de știință român (n. 1941)
- 16 iunie: Vladimir Jurăscu, 93 ani, actor român de teatru și film (n. 1927)
- 25 iunie: Ionuț Popa, 67 ani, fotbalist și antrenor român (n. 1953)
- 27 iunie: Dumitru Comănescu, 111 ani, inginer agronom român, cel mai vârstnic bărbat din lume (n. 1908)
- 27 iunie: Mihai Romilă, 69 ani, fotbalist și antrenor român (n. 1950)

### Iulie
- 6 iulie: Florin Faifer, 77 ani, istoric și critic literar, teatrolog și lexicograf român (n. 1943)
- 16 iulie: George Paul Avram, 80 ani, actor român de film, radio, televiziune, scenă și voce (n. 1940)
- 27 iulie: Camil Marinescu, 55 ani, dirijor român (n. 1964)

### August
- 1 august: Emil Ciocoiu, 71 ani, pictor și fotograf român (n. 1948)
- 2 august: Dan Tătaru, 51 ani, politician român (n. 1969)
- 11 august: Oliviu Gherman, 90 ani, fizician, politician, profesor universitar și diplomat român (n. 1930)
- 16 august: Viorica Ionică, 65 ani, handbalistă română (n. 1955)
- 19 august: Gheorghe Dogărescu, 60 ani, handbalist român (n. 1960)
- 19 august: Viorel Pavel, 65 ani, deputat român (1992-1996), (n. 1954)
- 20 august: Șerban Celea, 68 ani, actor român (n. 1952)
- 22 august: Emil Jula, 40 ani, fotbalist român (n. 1980)
- 23 august: Mihnea-Petru Pârvu, 51 ani, jurnalist român (n. 1968/1969)
- 25 august: Emilian Popescu, 91 ani, istoric și teolog român, membru de onoare al Academiei Române (n. 1929)
- 27 august: Ion Bitoleanu, 84 ani, istoric român (n. 1936)
- 27 august: Adriana Mesteș, 64 ani, cântăreață română de operă (n. 1956)
- 28 august: Traian Bălănescu, 51 ani, pianist român, membru fondator al formațiilor Vama Veche și Trupa Veche (n. 1968/1969)
- 29 august: Luminița Iordache, 65 ani, politiciană română (n. 1955)
- 30 august: Gheorghe A. M. Ciobanu, 95 ani, profesor român (n. 1925)

### Septembrie
- 1 septembrie: Jan Vraciu, 61 ani, politician român, senator (2004-2008), (n. 1958)
- 2 septembrie: Emanuel Isopescu, 75 ani, jurnalist român (n. 1945)
- 3 septembrie: Ovidiu Alexandru Băjenaru, 63 ani, medic român, membru corespondent al Academiei Române (n. 1957)
- 8 septembrie: Dumitru Artene, 63 ani, antrenor român de lupte (n. 1955)
- 16 septembrie: Mircea Pascu, 85 ani, vicepreședinte (1983-1989) și președinte al Federației Române de Fotbal (1990), (n. 1934)

### Octombrie
- 10 octombrie: Constantin Frosin, 67 ani, scriitor și traducător român (n. 1952)
- 12 octombrie: Ion Predescu, 93 ani, jurist și senator român (n. 1927)
- 17 octombrie: Radu Călin Cristea, 65 ani, critic literar, scriitor, eseist și jurnalist român (n. 1955)

### Noiembrie
- 5 noiembrie: Ion Soare, 79 ani, scriitor, arhivist, filolog, slavist, animator cultural și profesor universitar român (n. 1941)
- 6 noiembrie: Constantin Dan Vasiliu, 69 ani, senator român (1992-2000), (n. 1951)
- 7 noiembrie: Vasile Gherasim, 70 ani, politician român (n. 1950)
- 9 noiembrie: Ion Bulei, 79 ani, istoric și profesor universitar român (n. 1941)
- 10 noiembrie: Vladimir Găitan, 73 ani, actor român de teatru și film (n. 1947)
- 15 noiembrie: Mircea Petrescu, 87 ani, inginer și profesor universitar român (n. 1933)
- 16 noiembrie: Alexandru Oproiu, 89 ani, medic primar român, colaborator de televiziune și profesor de gastroenterologie (n. 1930)
- 18 noiembrie: Draga Olteanu-Matei, 87 ani, actriță română de comedie (n. 1933)
- 21 noiembrie: Constantin (Tache) Rodas, 96 ani, supraviețuitor al "Experimentului Pitești" (închisoarea Pitești), (n. 1924)
- 26 noiembrie: Nicolae Felecan, 79 ani, lingvist, clasicist și profesor universitar român (n. 1941)
- 29 noiembrie: Viorel Turcu, 60 ani, fotbalist român (n. 1960)

### Decembrie
- 1 decembrie: Gavril Ștrempel, 94 ani, istoric român al culturii (n. 1926)
- 4 decembrie: Mihăilă Cofariu, 73 ani, protestatar român, victimă a conflictului interetnic de la Târgu Mureș (n. 1947)
- 9 decembrie: Nicolaie-Sebastian-Valentin Radu, 49 ani, deputat român (2016-2020), (n. 1971)
- 11 decembrie: Mihai Chiriac, 83 ani, deputat român (1990-2000), (n. 1937)
- 11 decembrie: Alexandru Surdu, 82 ani, filosof român (n. 1938)
- 11 decembrie: Octavian Andronic, 74 ani, jurnalist și caricaturist român (n. 1946)
- 11 decembrie: Mihai Vaștag, 66 de ani, pianist român și profesor al Școlii Populare de Arte Arad (n. 1954)
- 18 decembrie: Mihail Sirețeanu, 73 ani, politician român (n. 1947)
- 22 decembrie: Florin Vitan, 72 ani, prefect al județului Iași (1996-2001), (n. 1948)
- 30 decembrie: Nicolae Sabău, 91 ani, cântăreț român de muzică populară (n. 1929)
- 31 decembrie: Constantin Bosânceanu, 54 ani, fotbalist (fundaș) român (n. 1966)